# Italo Alighiero Chiusano
Italo Alighiero Chiusano (ur. 10 czerwca 1926 we Wrocławiu, zm. 15 lutego 1995 we Frascati) − włoski krytyk literacki, pisarz, eseista, dziennikarz, prawnik, germanista, poliglota.

## Życiorys
Chiusano urodził się we Wrocławiu na Śląsku, który należał wówczas do Niemiec. Rodzice byli Włochami: ojciec był dyplomatą pochodzącym z Pinerolo, matka pochodziła z Turynu. Dzieciństwo i okres młodzieńczy spędził podróżując z rodziną. Chiusano mieszkali czasowo w szeregu miast europejskich: Wrocławiu, Ajaccio na Korsyce, Stuttgarcie i Rotterdamie. Czasowo rodzina mieszkała również w Brazylii w São Paulo, gdzie Chiusano ukończył szkołę średnią. Następnie studiował w Rzymie, gdzie w 1948 obronił pracę magisterską z prawa. Na początku lat 50. XX w. rozpoczął pracować jako dziennikarz, pisząc i tłumacząc scenariusze słuchowisk. Był poliglotą władającym językami: włoskim, niemieckim, francuskim, angielskim, hiszpańskim i portugalskim. Znał literaturę niemiecką.
W 1964 ożenił się z Leylą Givonetti, z którą miał dwoje dzieci: syna Mattię i córkę Agatę.

## Twórczość

### Beletrystyka
Jest autorem powieści historycznych:
- La prova dei sentimenti 1966
- Inchiesta sul mio amore 1972
- L'ordalia 1979[1]
- La derrota 1982[3]
- Il vizio del gambero 1986
- Eroi di vetro 1989
- Konradin 1990

### Eseistyka i krytyka literacka
W 1976 Chiusano opublikował Historię współczesnego teatru niemieckiego (wł. Storia del teatro tedesco moderno), zaś w 1981 Życie Goethego (wł. Vita di Goethe). W 1984 wydał Literatur, stanowiący wybór blisko dwustu szkiców dotyczących literatury niemieckiej. Kolejny zbiór esejów Altre lune, opublikowany w 1987 zawierał teksty dotyczące pisarzy niemieckich, angielskich, rosyjskich, hiszpańskich i latynoskich. Dwa szkice poświęcił włoskim poetom: Mario Luziemu i Giorgio Caproniemu. Pisał także sztuki teatralne: w 1981 powstała Le notti della Verna, zaś w 1982 Il sacrilegio. Chiusano napisał również sztukę o św. Maksymilianie Kolbe zatytułowaną Kolbe.

### Dziennikarstwo
Chiusano współpracował z redakcją turyńskiej La Stampy (wkładka literacka „Tuttolibri”). Szereg lat publikował także na stronach dedykowanych kulturze watykańskiego L’Osservatore Romano. Na łamach La Repubblica publikował szkice o pisarzach i poetach niemieckojęzycznych: Thomasu Bernhardzie, Heinrichu Böllu, Goethem, Schillerze, Kleiście, Fontanim, Musilu, Schnitzlerze, Mannie, Dürrenmattie.

### Scenariusze
Tworzył również scenariusze telewizyjne. Kilka filmów w oparciu o scenariusze Chiusano powstało dla sieci RAI w latach 70. i 80. XX wieku. Inspiracją dla tych obrazów były wielkie postacie świata literatury:
- I Buddenbrook z 1971 na podstawie Buddenbrooków Thomasa Manna
- Orfeo in paradiso z 1971 na podstawie powieści Luigiego Santucciego
- Il giudice e il suo boia z 1972 na podstawie powieści Sędzia i jego kat Friedricha Dürrenmatta
- La guerra al tavolo della pace - La conferenza di Yalta z 1975 o konferencji jałtańskiej
- Le affinità elettive z 1979 na podstawie powieści Powinowactwo z wyboru Goethego
- Don Luigi Sturzo z 1980 o życiu Luigiego Sturzo

### Poezja
Chiusano jest autorem dwóch tomików poezji: Bacche amare oraz Preghiere selvatiche, opublikowanych odpowiednio w 1987 i 1994.

## Nagrody i uznanie
W 1979 Chiusano otrzymał nagrodę Campiello za powieść L'ordalia. W tym samym roku rząd RFN uhonorował go Nagrodą Inter Nationes. W 1987 odznaczony został Medalem Musil przez rodzinne miasto Roberta Musila Klagenfurt am Wörthersee. Za Consideratemi un sogno otrzymał w 1995 Nagrodę im. Ugo Bettiego. Władze miasta Frascati dedykowały Chiusano nagrodę, stanowiącą część Narodowej Nagrody Poetyckiej «Frascati». W 1985 pisarz był autorem tekstu Drogi Krzyżowej odczytanej w obecności papieża Jana Pawła II w rzymskim Koloseum.